# Dreieckhorn
Das Dreieckhorn (3811 m ü. M.) ist ein Gipfel der Berner Alpen in der Schweiz. Das Dreieckhorn liegt etwa 2,5 Kilometer nordöstlich des Aletschhorns und ungefähr genauso weit südwestlich des Konkordiaplatzes.
Das Aletschjoch (3619 m) trennt das Dreieckhorn vom Nordostgrat des Aletschhorns. Neben dem zu diesem Joch ziehenden Westgrat entsendet das Dreieckhorn zwei weitere Grate, einen nach Nordosten in Richtung des Konkordiaplatzes und einen nach Südosten zum Kleinen Dreieckhorn (3639 m).
Der Dreieckhorn wird normalerweise zusammen mit dem Aletschhorn erstiegen. Ausgangs- oder Endpunkt der Tour ist dabei meist das Mittelaletschbiwak (3102 m), das sich knapp zwei Kilometer südlich des Dreieckhorns befindet.
Am 13. Dezember 2001 wurde die Jungfrau zusammen mit südlich angrenzenden Gebieten als Jungfrau-Aletsch-Bietschhorn in die Liste als UNESCO-Weltnaturerbe aufgenommen.